# トルーバルサム

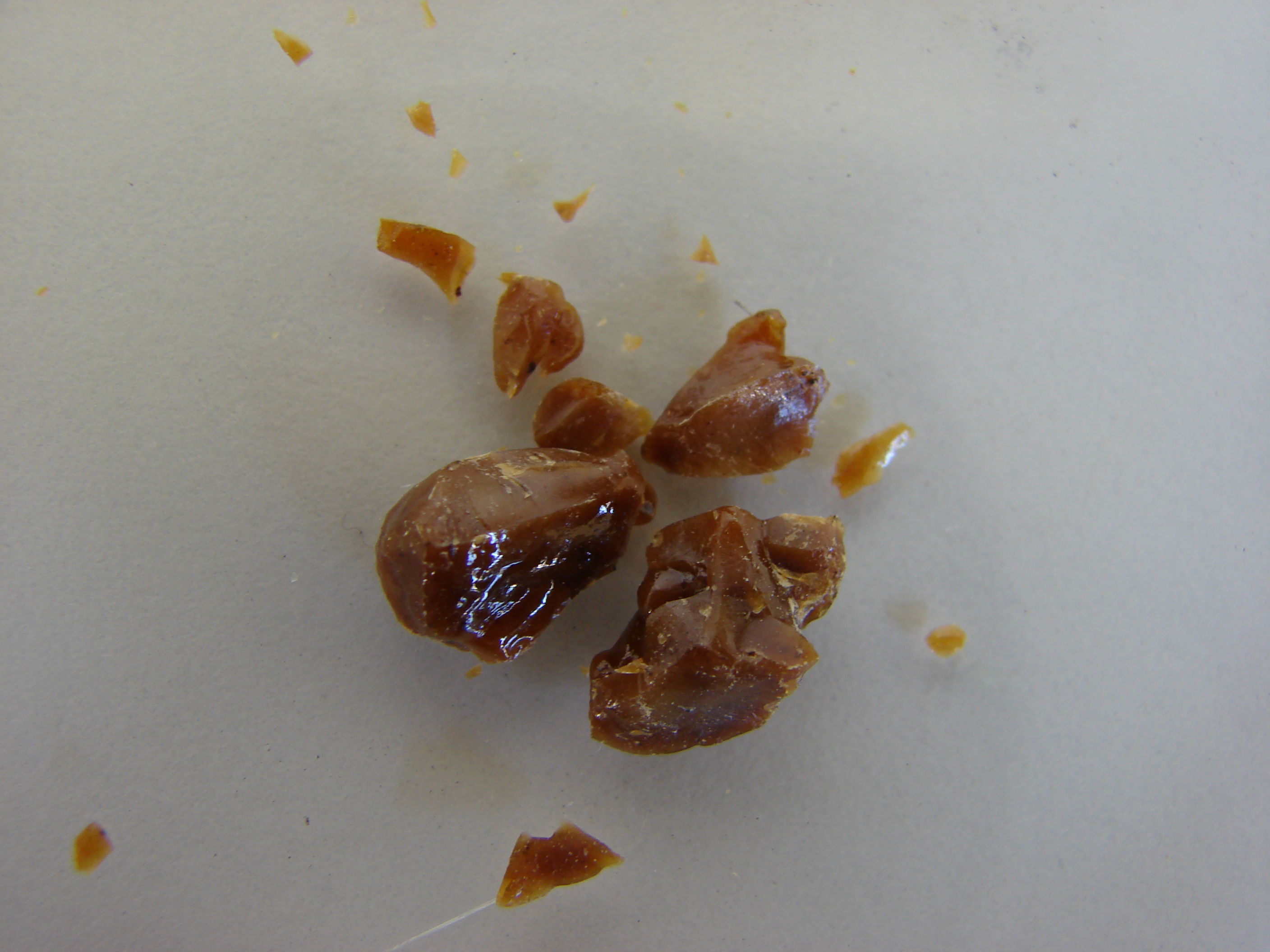
トルーバルサム

トルーバルサム（篤留抜爾撒謨、Tolu balsamまたはbalsam of Tolu）は、南アメリカ（コロンビア、ペルー、ベネズエラ）で産出するバルサムである。ペルーバルサムと似ており、しばしば混同される。マメ科バルサムノキ属のMyroxylon balsamum var. balsamumの生きた幹から得られる。新鮮なものは茶色でネバネバした半流動体であるが、徐々にもろい固体となり、温めると再び柔らかくなる。安息香酸及びケイ皮酸のベンジルエステルやシンナミルエステル（安息香酸ベンジルやケイ皮酸ベンジル等）を多量に含む。

## 収集
Myroxylon balsamum var. balsamumの幹にV字型の傷をつけ、滲み出た樹脂をヒョウタンに集める。

## 利用
現在でも、咳止めシロップの調合に用いられているが、暖かくまろやかでいくらかスパイシーな香りを付けるため、香水に用いられることが多い。2002年には、オーモンド・ジェーンからTolu、2010年にはエステバンからBaume Toluが発売された。
また、皮膚発疹に対する自然薬としても用いられている。皮膚アレルギーの一種である接触皮膚炎の原因としてもよく知られている。

## 歴史
1841年、アンリ・エティエンヌ・サント＝クレール・ドビーユは、トルーバルサムの乾留によりトルエンを単離した。中央アメリカや南アメリカでは、伝統医学に用いられてきた。コロンビアのトルーの港からヨーロッパに輸出されたため、この名前が付けられた。1753年、カール・フォン・リンネは、カルタヘナの恐らくトルーと呼ばれる町から採集した種を用いて、Toluifera balsamum（Myroxylon balsamumのシノニム）のタイプ種を記載し、採集場所にちなんで、Toluifera balsamumと命名した。